# インフラファンド
インフラファンドとは、インフラ資産（再生可能エネルギー発電設備や公共施設等運営権等）を投資対象とする金融商品である。

## 概要
2015年4月30日、東京証券取引所がインフラファンド市場を創設した。投資対象資産はインフラ資産であり、具体的には再生可能エネルギー発電設備、公共施設等運営権、道路、空港、鉄道等である。
不動産に投資するJ-REITと同様に、投資信託及び投資法人に関する法律に基づいて組成され、形態は法的には投資信託（いわゆる契約型）と投資法人（いわゆる会社型）の二つがあり得るが、実務上は後者の形態が採用されている。
なお、太陽光発電設備を含む再生可能エネルギー発電設備等については、税務上の導管性要件を満たすために、投資法人は設備をオペレーター（賃借人）に賃貸し、賃料を受け取る仕組みとしている。これは導管性要件が、保有する特定資産（再生可能エネルギー発電設備及び公共施設等運営権は含まれない）額が総資産額の50%超となることが原則であるところ、再生可能エネルギー発電設備の運用の方法が賃貸のみである旨が規約に記載された上場投資法人は、2023年3月31日までに再生可能エネルギー発電設備を取得した場合、取得の日から初めて貸付の用に供した日以後20年を経過するまでの間に終了する各事業年度の間は、再生可能エネルギー発電設備をその50%の計算上の分子に含めることができるという例外を適用するためである。
J-REITとの比較
不動産を対象とするJ-REITと比較すると、以下の特徴がある。
- 収入が固定価格買い取り制度（FIT）のため安定しており投資口価格のボラティリティが低い
- 土地の比率が低く設備の耐用年数が不動産に比して短いため減価償却費が多いこと
- 減価償却費が多いため、投資口については利益超過分配を行っており、借入金については分割返済または一部分割返済となっていること

## 東証インフラファンド銘柄
2016年6月2日にタカラレーベン・インフラ投資法人が上場して以降、上場が続き、2020年2月20日にジャパン・インフラファンド投資法人が上場し、7銘柄となった。2020年12月末現在、時価総額合計は1,333億円である。いずれも太陽光発電を組み入れ物件にする投資法人である。
日本再生可能エネルギーインフラ投資法人はスポンサーであるリニューアブル・ジャパンのTOBの結果、2022年8月22日で上場廃止となる。
2022年8月現在の上場銘柄は以下の通り。※（廃）は上場廃止銘柄。
| 銘柄                                         | コード | 上場日         | 資産運用会社                                 | スポンサー                                                                 | 備考 |
| -------------------------------------------- | ------ | -------------- | -------------------------------------------- | -------------------------------------------------------------------------- | ---- |
| （廃）タカラレーベン・インフラ投資法人       | 9281   | 2016年6月2日   | タカラアセットマネジメント                   | タカラレーベン                                                             |      |
| いちごグリーンインフラ投資法人               | 9282   | 2016年12月1日  | いちご投資顧問                               | いちご                                                                     |      |
| （廃）日本再生可能エネルギーインフラ投資法人 | 9283   | 2017年3月29日  | アールジェイ・インベストメント               | リニューアブル・ジャパン、東急不動産                                       |      |
| カナディアン・ソーラー・インフラ投資法人     | 9284   | 2017年10月30日 | カナディアン・ソーラー・アセットマネジメント | カナディアン・ソーラー                                                     |      |
| 東京インフラ・エネルギー投資法人             | 9285   | 2018年9月27日  | 東京インフラアセットマネジメント             | アドバンテック                                                             |      |
| エネクス・インフラ投資法人                   | 9286   | 2019年2月13日  | エネクス・アセットマネジメント               | 伊藤忠エネクス、三井住友信託銀行、マーキュリアインベストメント、マイオーラ |      |
| ジャパン・インフラファンド投資法人           | 9287   | 2020年2月20日  | ジャパン・インフラファンド・アドバイザーズ   | 丸紅、みずほ銀行、みずほ信託銀行                                           |      |